# Іскриня
І́скриня — село в Україні, у Вінницькому районі Вінницької області. Населення становить 219 осіб. Входить до складу Якушинецької сільської громади.